# SPOC
SPOС (англ. small private online course) — вариант массовых открытых онлайн-курсов, представляющий собой небольшой закрытый онлайн-курс, применяемый при реализации формального обучения в организации. Такие курсы ориентированы на малые академические группы и фактически являются реализацией модели обучения «перевернутый класс», когда учебные материалы, необходимые для изучения, доставляются обучающимся заранее, а аудиторное время отводится для взаимодействия преподавателя и обучающихся в виде совместной активной деятельности. В связи с этим SPOC ориентированы на определённые группы студентов, которые могут пройти курс и готовы взаимодействовать с другими на протяжении всего процесса обучения.

## История возникновения
Появление SPOC (small private online course) связано с трансформацией MOOC в частный локальный курс, выполняющий функции веб-поддержки. Данный термин был предложен Армандо Фоксом в 2013 году, профессором университета Калифорнии в Беркли, для обозначения локализованного экземпляра курса MOOC.

## Классификация
SPOС часто относят к одному из типов MOOC (массового открытого онлайн-курса), который отличается по типу доступа к материалам курса, среди которых выделяют:
- курсы с открытым доступом, материалы которых доступны для их слушателей без каких-либо ограничений;
- частично открытые курсы, ограничивающие доступ к содержанию курса или получению сертификата. Частично открытыми являются курсы, прохождение которых бесплатно, а для получения сертификата необходимо предъявить документы об образовании соответствующего профиля или оплатить процедуру проверки знаний и/или стоимость изготовления и почтовой пересылки сертификата. В частично открытых курсах слушателям помимо контента, предоставляемого бесплатно, могут быть предложены дополнительные платные разделы и услуги, не входящие в основную часть курса: отдельные лекции и тесты или целые модули, вебинары, индивидуальные консультации преподавателя, участие в коммерческих проектах по типу стажировки, проверка преподавателем самостоятельных работ и написание отзыва о них;
- курсы с ограниченным доступом: коммерческие курсы, прохождение которых возможно только на платной основе, а также корпоративные курсы и небольшие частные закрытые онлайн-курсы (SPOCs), предназначенные для сотрудников или клиентов отдельной компании[3].

## Реализация SPOC
При использовании SPOC преподаватель определяет какие функции и содержание курса использовать в обучении. SPOC может включать видео-лекции, задания с обратной связью, интерактивные лабораторные работы, дискуссионные форумы, аналогично используемые в MOOC. Использование MOOC позволяет преподавателям организовывать аудиторное время со студентами по-разному: например, предоставляя больше времени для проектной работы, а не для оценки заданий или проведения лекций. SPOC многими ассоциируются с «учебниками следующего поколения», позволяя преподавателям решать, как использовать некоторые или все части SPOC.